# O Campeão (jornal)
O campeão : semanario de literatura, critica e de sport, nasce no contexto do surto de peste bubónica  ocorrido no Porto em 1899 e foi o órgão de informação do Real Velo Club do Porto, ao qual se encontravam estreitamente ligados o seu administrador e diretores. Com clara vocação recreativa (publicou-se durante um longo período aos domingos), aponta para o público feminino como principal alvo, não fosse a sua capa inaugural estar ilustrada com uma ciclista da época. Procura entreter com poesia, crónicas, folhetins, apontamentos da semana, retratos biográficos de jovens artistas, tendo como pano de fundo o desporto e a vida sã. 
Como administrador consta o nome de Joaquim Ventura Junior; diretor Olyntho Muaze; diretores literários Bento Izidro, Mário Ney e J. Costa Basto; editores  Alberto Gomes Coelho e na redação Pedro Bandeira, Guy Cadaval, Amadeu Camara, e alguma colaboração de Manuel d'Oliveira. Termina em Setembro de 1901.